# Provence VD
| VD ist das Kürzel für den Kanton Waadt in der Schweiz. Es wird verwendet, um Verwechslungen mit anderen Einträgen des Namens Provence (Begriffsklärung) zu vermeiden. |

Provence ist eine politische Gemeinde im Bezirk Jura-Nord vaudois des Kantons Waadt in der Schweiz.

## Geographie
Provence liegt auf 778 m ü. M., 14 km nordöstlich der Bezirkshauptstadt Yverdon-les-Bains (Luftlinie). Das Bauerndorf erstreckt sich am Südosthang der Soliat-Kette, über dem Taleinschnitt des Baches La Vaux, in aussichtsreicher Lage rund 350 m über dem Seespiegel des Neuenburgersees.
Die Fläche des 31,8 km² grossen Gemeindegebiets umfasst einen Abschnitt im nordöstlichsten Waadtländer Jura. Das Gebiet erstreckt sich vom mittleren Jurahang nach Westen und Norden auf den breiten Kamm der Soliat-Kette, die die nordöstliche Fortsetzung der Chasseron-Kette bildet. Die südliche Grenze verläuft im Taleinschnitt des Baches La Vaux. Im Westen gehört die breite Mulde im Quellgebiet dieses Baches zwischen Mont Aubert im Süden sowie Tête à l'Ours (1309 m ü. M.) und Le Truchet (1369 m ü. M.) im Norden zu Provence. Nordwestlich des Kammes der Soliat-Kette liegt die Hochfläche Nouvelle Censière, die bereits im Einzugsgebiet der Areuse liegt. Nach Norden reicht der Gemeindeboden über den Gipfel des Soliat (mit 1463 m ü. M. die höchste Erhebung von Provence) bis an den Rand der Felsenarena des Creux du Van. Auf dem Kamm befinden sich zahlreiche Dolinen und ausgedehnte Jurahochweiden mit den typischen mächtigen Fichten, die entweder einzeln oder in Gruppen stehen. Von der Gemeindefläche entfielen 1997 2 % auf Siedlungen, 43 % auf Wald und Gehölze und 55 % auf Landwirtschaft.
Zu Provence gehören die Hofsiedlungen Les Prises (920 m ü. M.) am Jurahang oberhalb des Dorfes und Les Rochats (1164 m ü. M.) am Südhang des Truchet sowie zahlreiche Einzelhöfe, die weit verstreut auf den Jurahöhen liegen. Die Nachbargemeinden von Provence sind im Südsüdosten Mutrux, im Süden Concise, im Südsüdwesten Bonvillars und im Südwesten Tévenon im Kanton Waadt sowie im Nordwesten und Norden Val-de-Travers und La Grande Béroche im Kanton Neuenburg.

## Bevölkerung
Mit 414 Einwohnern (Stand 31. Dezember 2023) gehört Provence zu den kleinen Gemeinden des Kantons Waadt. Von den Bewohnern sind 96,2 % französischsprachig, 3,0 % deutschsprachig und 0,3 % italienischsprachig (Stand 2000). Die Bevölkerungszahl von Provence belief sich 1880 auf rund 1000 Einwohner, 1900 auf 815 Einwohner. Danach erlitt das Dorf durch starke Abwanderung bis 1980 einen Rückgang auf 300 Einwohner, seither wurde wieder eine leicht steigende Tendenz beobachtet.

## Wirtschaft
In Provence ist die Erwerbsstruktur heute noch durch die Landwirtschaft geprägt. Im Bereich des Dorfes wird Ackerbau und etwas Obstbau betrieben, während auf den Jurahöhen die Viehzucht und Milchwirtschaft vorherrschen. Weitere Arbeitsplätze gibt es im lokalen Kleingewerbe. Da sich Provence in den letzten Jahren zu einer Wohngemeinde entwickelt hat, arbeiten viele Erwerbstätige auswärts in den grösseren Gemeinden entlang des Neuenburgersees.

## Verkehr
Die Gemeinde liegt abseits der grösseren Durchgangsstrassen. Die Hauptzufahrt erfolgt von Saint-Aubin-Sauges oder von Concise. Eine Gemeindestrasse führt über den Jurakamm nach Couvet im Val de Travers. Der nächste Anschluss an die Autobahn A5 (Yverdon-Neuenburg) befindet sich rund 4 km vom Ortskern entfernt. Durch einen Postautokurs, der von Gorgier nach Provence verkehrt, ist das Dorf an das Netz des öffentlichen Verkehrs angebunden. Zeitweise fährt auch ein direkter Kurs nach Yverdon.

## Geschichte
Eine frühe Besiedlung des Gemeindegebietes von Provence ist durch den Fund von Überresten von Eisenhütten aus dem 4. bis 6. Jahrhundert bezeugt. Die erste urkundliche Erwähnung des Ortes erfolgte 1340 unter dem Namen Provency. In der Folgezeit erschienen die Schreibweisen Provincia (1359), Provence und Provencey (1378) sowie Provenica (1403). Der Ortsname geht vermutlich auf das lateinische proventus (Ernte, Ertrag) zurück.
Seit der ersten Nennung von Provence gehörten zwei Drittel des Ortes zur Herrschaft Grandson und ein Drittel den Grafen von Neuenburg. Noch vor 1400 kam das ganze Dorf an die Herren von Grandson. Nach 1476 wurde Grandson eine Vogtei unter der gemeinen Herrschaft von Bern und Freiburg. Nach dem Zusammenbruch des Ancien Régime gehörte Provence von 1798 bis 1803 während der Helvetik zum Kanton Léman, der mit der Inkraftsetzung der Mediationsverfassung im Kanton Waadt aufging.

## Sehenswürdigkeiten
Die bereits 1180 erstmals erwähnte Kirche wurde 1540 und 1631 durch Feuersbrünste zerstört. Die heutige reformierte Kirche wurde 1701 errichtet und 1905 umfassend restauriert. Im Ortskern sind einige charakteristische Bauernhäuser aus dem 18. und 19. Jahrhundert erhalten.

## Persönlichkeiten
- Henri Perrochon (1899–1990), Historiker und Schriftsteller
- Frère Roger (1915–2005), Gründer und langjähriger Prior der Communauté de Taizé, wurde in Provence geboren. Nach ihm wurde im Ort eine Strasse benannt.